# Majulah Singapura
Majulah Singapura (Naprijed, Singapure) je državna himna Singapura. Skladao ju je Zubir Said 1958. godine pjesmu za službene funkcije gradskog vijeća Singapura, te je 3. prosinca 1959. godine izabrana za himnu kada je dobio pravo na samoupravljanje. Nakon potpune neovisnosti 1965. godine, Majulah Singapura je i službeno postala državna himna Singapura. Po zakonu, himna se može pjevati samo s originalnim stihovima na malajskom, iako postoje ovlašteni prijevodi stihova himne na ostala tri službena jezika Singapura: engleskom, mandarinskom i tamilskom.
Iako je u originalu skladana u G-duru, u 2001. godine je to promijenjeno u niži tonalitet, i to u F-dur jer je rečeno kako će ova promjena dopustiti veće i puno nadahnutije aranžmane.

## Također pogledajte
- Grb Singapura
- Zastava Singapura